# 문선재
문선재(文善載, 1990년 5월 20일 ~ )는 전 KBO 리그 KIA 타이거즈의 외야수이다. 그의 아버지는 전 KBO 리그 해태 타이거즈의 투수이자, 현 KBO 리그 KIA 타이거즈의 원정 기록원인 문성록이고, 그의 숙부는 전 KBO 리그 해태 타이거즈의 내야수이자, 현 KBO 리그의 심판인 문승훈이며, 그의 동생은 전 KBO 리그 두산 베어스의 내야수인 문진제이다.

## LG 트윈스시절
2010년에 입단하였다.

## 상무 야구단시절
2011년에 입단하였다. 2011년에는 북부 리그 홈런왕을 달성했으며, 제대 후 2013년부터 1군에서 활동했다.

## LG 트윈스복귀
2013년에 복귀하였다.

## KIA 타이거즈시절
2019년 1월 17일 당시 KIA 타이거즈 소속이었던 정용운과 1:1 트레이드를 통해 고향팀으로 이적하였다. 2021년 7월 20일 방출되었다.

## 별명
- 루킹 삼진을 많이 당해 '문선채로 삼진'이라고 불린다.
- 실력이 부족해 '킬선재' 또는 '문선죄'라고 불린다.

## 배우자
- '이주영' (2020년 ~ 현재)

## 에피소드
- 2013년 8월 13일, 삼성 라이온즈와의 경기 중 조동찬이 3루 방면 깊은 땅볼 타구를 날린 후 1루로 질주했다. 당시 1루 수비를 맡았던 그는 1루를 향해 뛰던 조동찬의 진로를 몸으로 막았고, 그 충돌로 인해 조동찬은 2013년부터 2015년까지 부상 회복 및 재활 치료를 받았다. 이 행동이 의도적인 것인지, 비의도적인 것인지에 대해서는 밝혀지지 않았다.

## 응원가
- LG 트윈스 시절

원곡 : 체리필터 - '오리날다'
가사 : 무적 LG 문선재~ 무적 L~G 문선재~ 오오오오~ LG의 문선재 날려버려라.
무적 LG 문선재~ 무적 L~G 문선재~ 오오오오~ LG의 문선재 날려버려라~ 오오오오오 문!선재!
- KIA 타이거즈 시절

원곡 : Craig David 'Insomnia'
KIA 문선재 오오오~ KIA 문선재 오오오~×8

### 등장곡
- LG 트윈스 시절

원곡 : 싸이의 '젠틀맨'
가사 : 빰~빰빠라 빰빰빠라~ 빰빰빰 빰빰 빠라~ 빰~빰빰 빰빰빠라~ 무적 LG! 문선재!

## 출신 학교
- 광주서림초등학교
- 광주동성중학교
- 광주동성고등학교

## 통산 기록
| 연도 | 팀명  | 타율  | 경기 | 타수 | 득점 | 안타 | 2루타 | 3루타 | 홈런 | 루타 | 타점 | 도루 | 도실 | 볼넷 | 사구 | 삼진 | 병살 | 실책 |
| ---- | ----- | ----- | ---- | ---- | ---- | ---- | ----- | ----- | ---- | ---- | ---- | ---- | ---- | ---- | ---- | ---- | ---- | ---- |
| 2010 | LG    | 0.000 | 7    | 5    | 0    | 0    | 0     | 0     | 0    | 0    | 1    | 0    | 0    | 0    | 0    | 4    | 0    | 2    |
| 2013 | LG    | 0.267 | 93   | 217  | 31   | 58   | 10    | 1     | 4    | 82   | 25   | 8    | 5    | 13   | 3    | 71   | 1    | 4    |
| 2014 | LG    | 0.150 | 22   | 20   | 4    | 3    | 1     | 0     | 0    | 4    | 4    | 3    | 0    | 3    | 0    | 5    | 0    | 0    |
| 2015 | LG    | 0.226 | 103  | 212  | 27   | 48   | 13    | 1     | 5    | 78   | 27   | 9    | 6    | 23   | 3    | 54   | 4    | 3    |
| 2016 | LG    | 0.288 | 52   | 111  | 28   | 32   | 3     | 2     | 7    | 60   | 16   | 5    | 0    | 10   | 0    | 29   | 1    | 0    |
| 2017 | LG    | 0.261 | 35   | 92   | 17   | 24   | 6     | 1     | 2    | 38   | 14   | 0    | 3    | 10   | 1    | 24   | 0    | 3    |
| 2018 | LG    | 0.167 | 2    | 6    | 0    | 1    | 0     | 0     | 0    | 1    | 0    | 0    | 0    | 0    | 0    | 3    | 0    | 0    |
| 2019 | KIA   | 0.163 | 29   | 49   | 7    | 8    | 0     | 0     | 3    | 17   | 6    | 2    | 1    | 9    | 1    | 18   | 0    | 2    |
| 2020 | KIA   | 0.167 | 15   | 6    | 1    | 1    | 0     | 0     | 0    | 1    | 0    | 0    | 0    | 0    | 0    | 2    | 0    | 0    |
| 통산 | 9시즌 | 0.244 | 358  | 718  | 115  | 175  | 33    | 5     | 21   | 281  | 93   | 27   | 15   | 68   | 8    | 210  | 6    | 14   |